# Преступление и наказание (телесериал, 2007)
«Преступление и наказание» — российский восьмисерийный телевизионный фильм по роману Ф. М. Достоевского «Преступление и наказание». Премьера фильма состоялась 3 декабря 2007 года на «Первом канале».
Съёмки сериала проходили с августа 2006 года по март 2007 года в Санкт-Петербурге.

## Сюжет
Сюжет сериала в целом следует сюжету романа Фёдора Михайловича Достоевского «Преступление и наказание». Разворачивается вокруг главного героя, Родиона Раскольникова, в голове которого созревает теория преступления. Согласно теории Раскольникова, все человечество делится на «право имеющих» и «тварей дрожащих». «Право имеющие» имеют право совершить убийство ради будущих великих свершений. Раскольников очень беден, он не может оплатить учёбу в университете и собственное проживание. Его мать и сестра тоже бедны, вскоре он узнает, что его сестра (Дуня Раскольникова) готова выйти замуж за человека, которого не любит, ради денег, чтобы помочь своей семье. Это было последней каплей, и Раскольников совершает преднамеренное убийство старухи-процентщицы («вошь» по его определению) и вынужденное убийство её сестры, свидетельницы. Но Раскольников не может воспользоваться краденым, он прячет его. С этого времени начинается ужасная жизнь мятущегося преступника, лихорадочное сознание которого пытается обрести опору и смысл в жизни, найти оправдание поступку. Судьба сталкивает его с одинокой, запуганной, бедной девушкой, в которой он находит родственную душу и поддержку, — Соней Мармеладовой, которая вынуждена жить с жёлтым билетом. Соня, верующая в Бога, пытается как-то продержаться в жизни, потеряв отца, а позже и мачеху (мать она потеряла еще в раннем детстве). Раскольников находит также опору в университетском друге Разумихине, влюблённом в его сестру Авдотью Романовну.
Появляются такие персонажи, как следователь Порфирий Петрович, остроумно выведший его на чистую воду; Свидригайлов, одиозный персонаж, явно не имеющий привычки контролировать свои побуждения; адвокат Лужин, хитроумный эгоист, и другие. В сериале вскрываются социальные и психологические причины преступлений и бедствий, моральных противоречий, гнетущих обстоятельств падения, описывается жизнь петербургской бедноты. На протяжении сериала Раскольников пытается понять, достойным ли человеком он является, имеет ли он право вершить суд над другими людьми. Не выдержав бремени своего преступления, главный герой признается в совершённом убийстве. Однако он винит себя не в том, что совершил убийство, а в том, что пошёл на него, не оценив своей внутренней слабости. Раскольникова отправляют на каторгу, но Соня остаётся рядом с ним. Эти два одиноких человека обрели друг друга в очень сложный период жизни для обоих. В конце концов герой отказывается от претензии на «избранность» и обретает опору в любви к Соне.

## В ролях
- Владимир Кошевой — Родион Раскольников
- Полина Филоненко — Соня Мармеладова
- Андрей Панин — Порфирий Петрович
- Александр Балуев — Аркадий Иванович Свидригайлов
- Елена Яковлева — Пульхерия Александровна Раскольникова
- Екатерина Васильева — Авдотья Романовна Раскольникова
- Юрий Кузнецов — Семён Захарович Мармеладов
- Светлана Смирнова — Катерина Ивановна Мармеладова
- Вера Карпова — старуха-процентщица Алёна Ивановна
- Светлана Обидина — Лизавета
- Зоя Буряк — Настасья
- Андрей Зибров — Пётр Петрович Лужин
- Сергей Перегудов — Дмитрий Прокофьевич Разумихин
- Валентин Букин — трактирщик
- Сергей Бехтерев — Андрей Семёнович Лебезятников
- Евгений Сиротин — Зосимов
- Татьяна Полонская — Амалия Ивановна Липпевехзель
- Анатолий Рудаков — Никодим Фомич
- Екатерина Горшкова — Стряпуха

## Съёмочная группа
- Режиссёр — Дмитрий Светозаров
- Автор сценария — Михаил Смоляницкий
- Продюсер и композитор — Андрей Сигле
- Оператор — Александр Устинов
- Художник — Юрий Пашигорев